# Salinas de Lepe
Las Salinas de Lepe son unas salinas costeras dedicadas a la extracción de sal y ubicadas en el municipio de Lepe (Huelva).

## Descripción
Las marismas en general son zonas húmedas, terrenos bajos y pantanosos que se inundan por las aguas del mar durante la marea alta. Normalmente están en zonas de desembocadura fluvial, como estas. La dependencia mareal de estos ecosistemas les confiere una ausencia casi total de estacionalidad. Desde el punto de vista paisajístico, se pueden diferenciar dentro de las marismas aquellas zonas en las que la intervención del hombre ha transformado el ecosistema para su uso y las otras zonas, mejor conservadas.

## Historia
El ayuntamiento de la localidad de Lepe adquirió las tierras en el año 2020.